# Power FM
«POWER FM» (ранее — «Любимое радио» и «Шарманка») — украинская коммерческая музыкально информационная радиостанция. Формат радиостанции: TOP40 — современное хитовое радио с преобладанием хитов в стиле поп.".

## История
Радиостанция впервые вышла в эфир 22 апреля 2002-го года под названием «POWER FM». Так «Шарманка» вещает с 24 июля 2004 года. Первоначально вещание распространялось на территории Восточной и Центральной Украины, на Западной Украине «Шарманка» вещала только в одном городе — Ивано-Франковске. В Интернете радиостанцию можно слушать с июня 2005-го года.
21 июля 2006 года Национальный совет по вопросам телевидения и радиовещания Украины и радиостанция «Шарманка» подписали Меморандум о сотрудничестве и принципах взаимодействия, целью которого являлось доведение «квоты украинской музыки в эфире до 50 %».
В 2007 году Национальный совет по вопросам телевидения и радиовещания Украины высказал претензии к радиостанции «Шарманка» в связи с невыполнением закона о 50-процентной квоте украинского музыкального продукта в эфире.
В 2008 году информационное агентство УНИАН обратилось в Комиссию по журналистской этике Национального союза журналистов Украины относительно обнаруженных Службой мониторинга УНИАН фактов несанкционированного использования их новостной информации радиостанцией «Шарманка».
В 2009 году Business Radio Group приобрела Radio 4U у польской группы RMF и, переоформив лицензию, стала передавать на их частотах на территории Западной Украины радио «Шарманка». После смены собственника у бывших работников Radio 4U произошел конфликт с новым руководством радиостанции из-за ликвидации эфирной студии на Западной Украине и предложением переезда сотрудников в головной офис в Киев, результатом конфликта стало массовое увольнение сотрудников радиостанции.
В 2011 году радио «Шарманка» выступило генеральным радио-партнером украинской общенациональной программы «Человек года».
С 10 июля 2017 года радиостанция Любимое Радио сменила название на первоначальное POWER FM, но уже не в рок-формате.

## Города вещания
- Киев — 104,0 FM
- Бердичев — 103,0 FM
- Бердянск — 102,1 FM
- Березань — 96,6 FM
- Винница — 91,3 FM
- Геническ — 104,4 FM
- Днепр — 104,0 FM
- Запорожье — 105,1 FM
- Ивано-Франковск — 103,0 FM
- Кременчуг — 107,0 FM
- Кривой Рог — 103,6 FM
- Мелитополь — 91,0 FM
- Одесса — 90,6 FM
- Полтава — 102,7 FM
- Сумы — 87,7 FM
- Харьков — 105,7 FM
- Чернигов — 101,8 FM

### Вещание свёрнуто
- Луганск — 100,4 FM заменено на Radio ROKS, сейчас частота закрыта
- Тернополь — 106,1 FM заменено на Мелодия FM
- Львов — 91,1 FM заменено на Русское радио Украина, потом на Kiss FM[укр.]
- Херсон — 103,1 FM заменено на DJ FM
- Черкассы — 107,1 FM заменено на DJ FM